# 傑克丹尼夜店火災
2011年3月6日凌晨1時許，位於台灣臺中市西區中興四巷1號的傑克丹尼夜店（原名「ALA」，登記名稱為「哈克飲料店」）發生火災，造成9死13傷，是繼1995年的衛爾康餐廳大火後台中再度發生的嚴重火災事故。

## 事件經過
該夜店2011年3月6日凌晨1點15分許，現場樂隊結束表演並中場休息。1時22分許，臨時代班的猛男在舞台上表演煙火秀，但由自己改造加裝煙火的LED棒，卻不慎引燃鋪設在天花板上的隔音泡綿，不到一分鐘的時間，火勢十分迅速的延燒，並且滴落而造成不可挽回的大火。最初在場的客人沒意識到火災，以為是節目的特效，因而錯失逃生的最佳時間，也因為店內的逃生路線不明確，甚至2樓的緊急出口遭到堵塞，所以人員皆往1樓的門口逃生，因起火點靠近階梯處，造成在2樓隔間的9名人員因逃生不及而葬生火場。台中市政府消防局於凌晨1時24分接獲民眾報案，立即出動大批消防車趕往現場灌救，隨後逐一疏散夜店裡的人潮，並於2時13分控制火勢，2時22分火勢撲滅。
3月16日家屬在台中市殯儀館舉行聯合公祭，時任台中市市長胡志強和夫人邵曉鈴偕同出席上香。

## 後續影響
事後臺中市政府指稱，5年21次安檢均合格，還有三次屬於聯合稽查。然而民主進步黨臺中市議會黨團與民間已有要求台中市長胡志強應為此事下台負責。 
此事件使得中華民國內政部研議修法禁止室內明火表演，如有需求，應先向消防機關申請核准。並動員內政部消防署對全台各縣市夜店展開清查。
此事件後，時任民主進步黨立法委員陳其邁在民視新聞台政論節目《頭家來開講》宣稱「政務官負責的方法只有一個，就是下台負責」，還對主持人謝志偉說：「胡志強這樣都不用負責，那我請教一下：死幾個胡志強，才要負責？」

## 檢討
- 該店內部原本是30坪左右的挑高空間，經過設計後裝潢為二樓夾層，夾層除了規劃鋼管表演區，二樓隔間為方便觀眾看舞台表演，做成ㄇ字型的走道設計。但是二樓通往一樓的樓梯就在起火的舞台旁邊，因此阻礙了客人們逃生的機會[11][12]。
- 此一事件後，發現該店在5年內消防安檢通過了21次。據檢方指出，其實著火元兇就是易燃的泡綿，但隔音泡棉並非在消防法的安檢項目中。都發局長黃崇典則表示，97年時業者因為在飲酒店附設卡拉OK，被列為八大行業，以不符合安檢標準被斷水斷電。雖然業者後來改善恢復了水電，但從此就以飲酒店的名義繼續營業，所以安檢項目跟著縮減為4小項[13]。

## 爭議
- 登記店名與用途不一致，飲酒店實際用途上是夜店。飲酒店能否開設在住宅區，各縣市作法不一，產生特種營業規範模糊爭議與安檢漏洞。[14][15]。
- 逃生門堆放雜物與標示不明，整棟建物沒有任何窗戶，住宅使用執照也無法申請通過，市府卻仍准予營業[16]。

## 刑事判決
2016年3月17日，王姓負責人被控違反建築物法規致人於死等罪，臺灣最高法院判他5年4月定讞。